# Лукас, Тынис
Тынис Лукас (эст. Tõnis Lukas; род. 5 июня 1962, Таллин) — эстонский историк, политический и государственный деятель. Член партии «Отечество». В прошлом — мэр Тарту (1996–1997), министр образования и науки Эстонии (1999–2002, 2007–2011, 2022—2023), министр культуры Эстонии (2019–2021).

## История семьи
Мать Тыниса с острова Хийумаа, училась и работала в Таллине.

## Биография
- 1980: окончил Таллинскую среднюю школу № 1
- 1987: окончил Тартуский университет по специальности история.
- 1989—1992: преподаватель в Тартуском университете
- 1992—1995: директор Эстонского национального музея
- 1995—1996: VIII созыв, член Рийгикогу, председатель Комитета по культуре
- 1996—1997: мэр Тарту
- 1999—2002: министр образования Эстонии
- 2002—2003: IX созыв, член Рийгикогу
- 2003—2007: X созыв, член Рийгикогу
- 2007—2013: заместитель председателя партии Союз Отечества и Res Publica
- 2007—2011: министр образования и науки Эстонии
- 2011—2013: XII созыв, член Рийгикогу
- 2013—2018: директор эстонского национального музея
- 2018—2019: директор Тартуского центра профессионального образования
- 2019—2021: министр культуры Эстонии
- 2021—2022: директор эстонского литературного музея

18 июля 2022 года получил портфель министра образования и науки Эстонии во втором правительстве Каи Каллас.

## Общественная деятельность
Был председателем организационного комитета Тартуских дней защиты памяти в 1988 году.
Член Конгресса Эстонии с 1990 по 1992 годы.
Член городского правления Тарту: 1993—1996, 1997—1999, 2002—2005.
Заместитель председателя Союза Отечества и Res Publica, бывший сопредседатель. 25 октября 2006 года подписал вместе со вторым сопредседателем Союза Отечества и Res Publica Таави Вескимяэ и лидером Объединения селян Тыну Оямаа договор об объединении партий.
Был избран в XI созыв Рийгикогу. 5 апреля 2007 года вошёл в состав второго правительства Андруса Ансипа в качестве министра образования и науки.
Лукас входит в тартускую академическую дружину Кайтселийта.
Является офицером запаса, в 1998 году получил звание лейтенанта.

## Взгляды на образование
- Является одним из главных сторонников скорейшего перевода русских школ на эстонский язык обучения;[7]
- у учителей должно быть право применять к ученикам физическую силу, например для того, чтобы разнять дерущихся, однако он против введения телесных наказаний;[8]
- необходимо повысить значение реальных предметов и природоведения.[8]
- для решения проблем русских школ нам нужен совет лояльных к эстонскому обществу людей[9]

## Личная жизнь
Тынис Лукас женат, имеет двух дочерей и сына, живёт в Тарту.